# Amets Txurruka

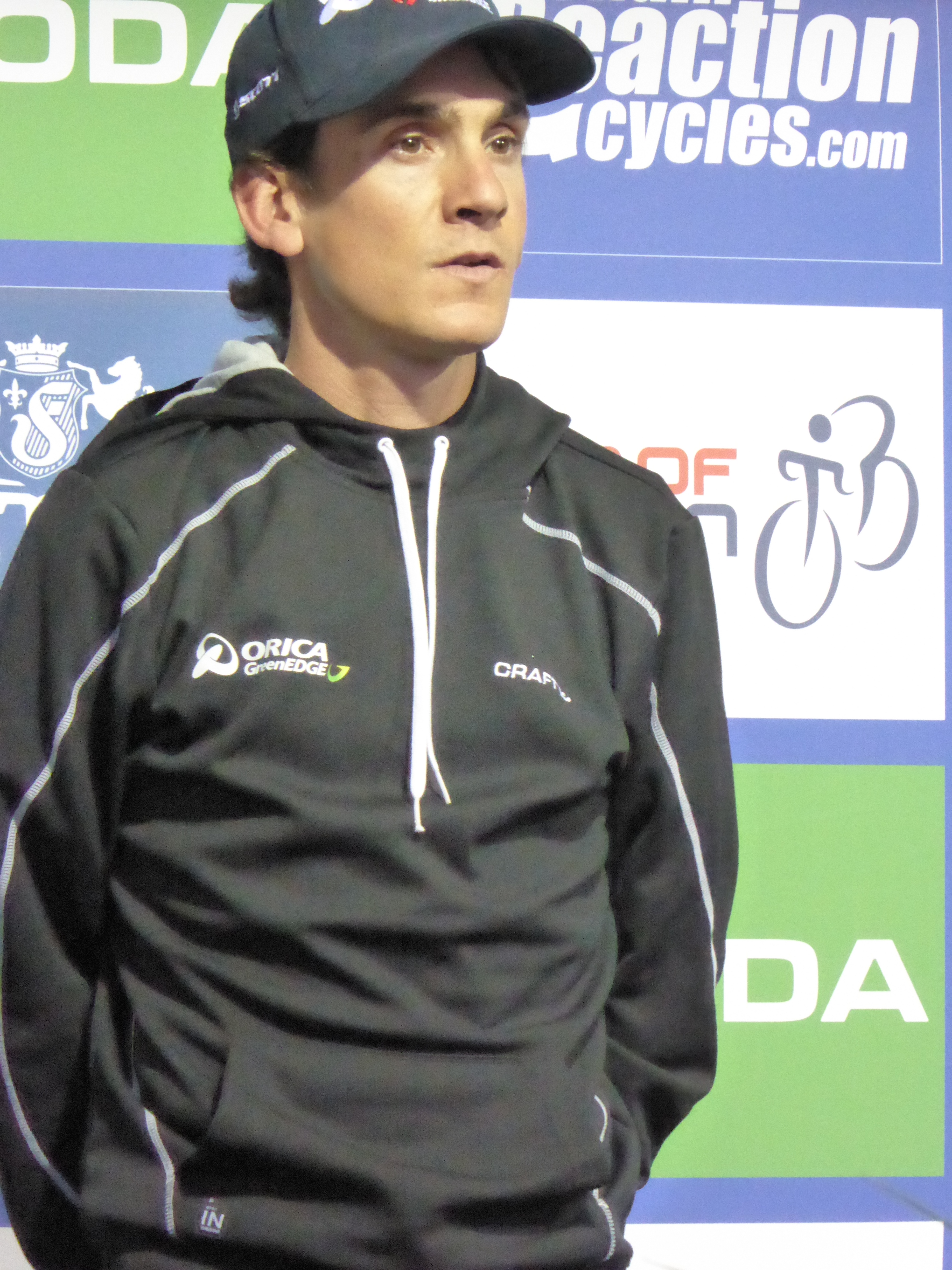
Amets Txurruka bei der Tour of Britain 2016

Amets Txurruka Ansola [aˈmets̺ tʃuˈruˌka anˈs̺oˌla] (* 10. November 1982 in Etxebarria) ist ein spanischer Radrennfahrer.

## Karriere
Amets Txurruka begann seine Karriere 2006 bei dem britischen Professional Continental Team Barloworld. Sein erstes gutes Ergebnis erzielte er beim Giro del Trentino, wo er 16. im Gesamtklassement wurde. Später bei der Euskal Bizikleta schaffte er es zweimal unter die besten Zehn auf den Etappen und landete am Ende in der Gesamtwertung auf dem Neunten Rang. Da seine Team-Kollegen Pedro Arreitunandia und Alexander Jefimkin noch vor ihm lagen, konnten sie die Mannschaftswertung für sich entscheiden.
In den Saisons 2007 bis 2012 ging Txurruka für das baskische ProTeam Euskaltel-Euskadi an den Start. Bei der Tour de France 2007 wurde er als Kämpferischster Fahrer ausgezeichnet und durfte zwei Tage lang das Weiße Trikot des besten Jungprofis tragen.

## Erfolge
2013
- Gesamtwertung und eine Etappe Vuelta a Asturias

2014
- Gesamtwertung Tour du Gévaudan Languedoc-Roussillon

2015
- eine Etappe Tour of Norway
- eine Etappe Tour de Beauce

## Grand-Tour-Platzierungen
| Grand Tour            | 2007 | 2008 | 2009 | 2010 | 2011 | 2012 | 2013 | 2014 | 2015 | 2016 |
| --------------------- | ---- | ---- | ---- | ---- | ---- | ---- | ---- | ---- | ---- | ---- |
| Giro d’ItaliaGiro     | –    | –    | –    | –    | –    | 42   | –    | –    | –    | 55   |
| Tour de FranceTour    | 23   | 52   | DNF  | DNF  | DNF  | DNF  | –    | –    | –    | –    |
| Vuelta a EspañaVuelta | –    | 45   | 29   | 31   | 30   | 30   | 25   | 48   | DNF  | –    |

## Teams
- 2006 Barloworld
- 2007 Euskaltel-Euskadi
- 2008 Euskaltel-Euskadi
- 2009 Euskaltel-Euskadi
- 2010 Euskaltel-Euskadi
- 2011 Euskaltel-Euskadi
- 2012 Euskaltel-Euskadi
- 2013 Caja Rural-Seguros RGA
- 2014 Caja Rural-Seguros RGA
- 2015 Caja Rural-Seguros RGA
- 2016 Orica GreenEdge